# Sceloporus anahuacus
Sceloporus anahuacus (анауакська купинна ігуана) — вид ігуаноподібних ящірок родини фриносомових (Phrynosomatidae). Ендемік Мексики.

## Поширення і екологія
Анауакські купинні ігуани мешкають в долині Мехіко в центральній частині Мексики, на території Федерального округу і штату Мехіко. Вони живуть в тріщинах серед скель у соснових лісах, трапляються у вторинних лісах. Зустрічаються на висоті від 2500 до 3400 м над рівнем моря. Є живородними.